# William Gibson (Eishockeyspieler)
William James „Billy“ Gibson (* 22. April 1927 in Merritt, British Columbia; † 29. August 2006 in Lethbridge, Alberta) war ein kanadischer Eishockeyspieler. Bei den Olympischen Winterspielen 1952 gewann er als Mitglied der kanadischen Nationalmannschaft die Goldmedaille. 

## Karriere
William Gibson begann seine Karriere als Eishockeyspieler bei den Lethbridge Native Sons, für die er ein Jahr lang in der Alberta-Junior-Hockey-League-South aktiv war. Von 1947 bis 1951 spielte der Stürmer für die Lethbridge Maple Leafs in der Western Canada Senior Hockey League. Mit den Lethbridge Maple Leafs repräsentierte er 1951 Kanada bei der Weltmeisterschaft. Anschließend wurde er von den Edmonton Mercurys verpflichtet, mit denen er 1952 sein Land bei den Olympischen Winterspielen vertrat. Ein Jahr nach dem Turnier kehrte er zur Saison 1953/54 zu den Lethbridge Native Sons zurück, die in der Zwischenzeit in der Alberta-Montana Intermediate Hockey League antraten. In der Saison 1958/59 war er kurzfristig Spielertrainer bei den Lethbridge Maple Leafs. Nach dem Ende seiner Eishockeykarriere war er in Lethbridge als Autoverkäufer tätig. 

### International
Für Kanada nahm Gibson an den Olympischen Winterspielen 1952 in Oslo teil, bei denen er mit seiner Mannschaft die Goldmedaille gewann. In acht Spielen erzielte er 22 Scorerpunkte, davon 15 Tore. Zuvor hatte er bereits bei der Weltmeisterschaft 1951 mit seiner Mannschaft die Goldmedaille gewonnen.

## Erfolge und Auszeichnungen
- 1951 Goldmedaille bei der Weltmeisterschaft
- 1952 Goldmedaille bei den Olympischen Winterspielen